# 加斯特洛森山
46°35′03″N 7°16′53″E / 46.584139°N 7.281356°E

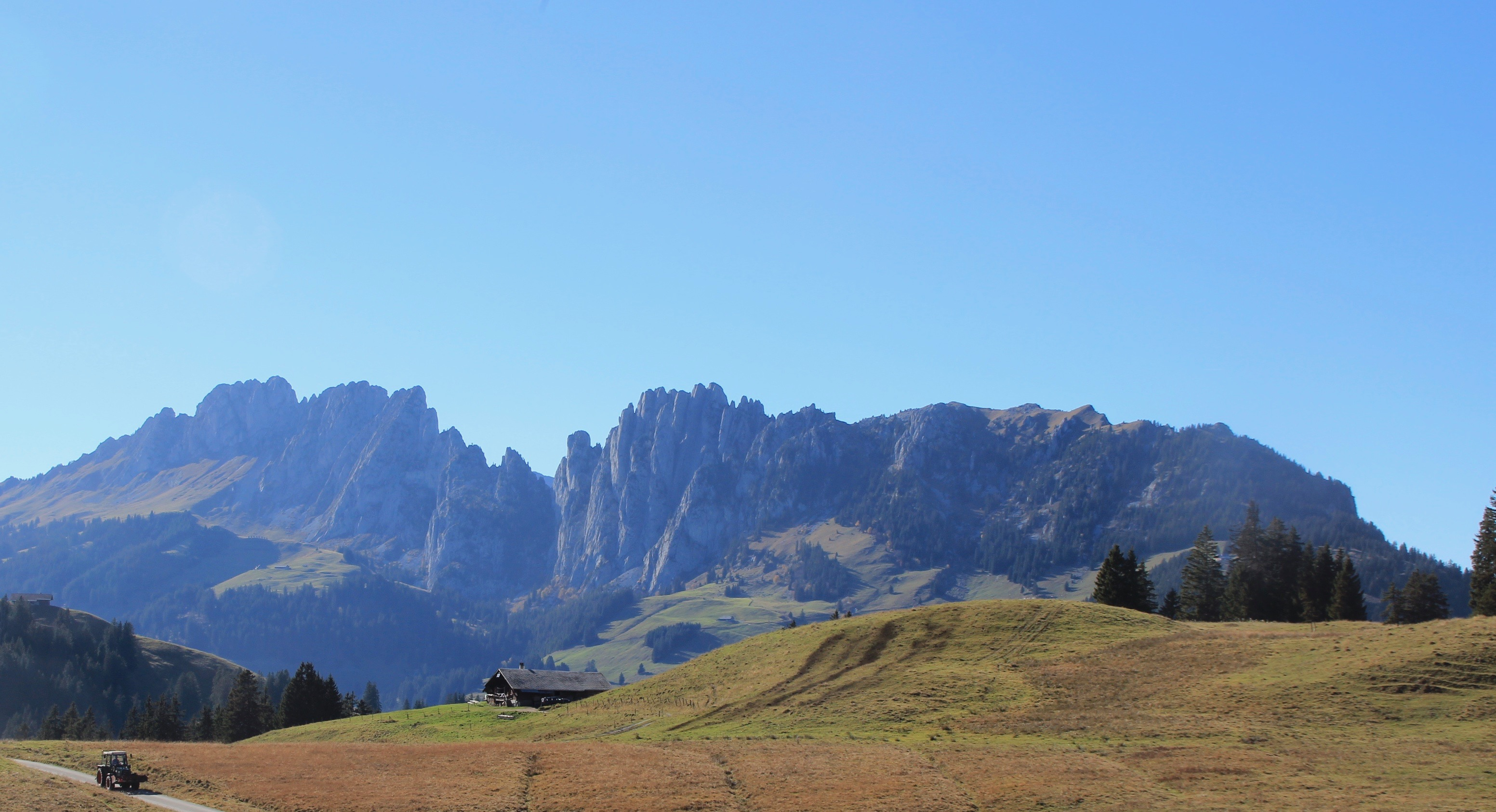

加斯特洛森山（Gastlosen），是瑞士的山脈，位於該國西部，由弗里堡州負責管轄，屬於瑞士阿爾卑斯山脈的一部分，該山峰最高點海拔高度2,252米。